# 世間話
世間話（せけんばなし）は、民話における類型のひとつ。民衆の生活のなかから生まれ、民衆によって口承されてきたもので口承文学、また民俗資料の一つでもある。転じて、伝聞した世間一般のあたりさわりのない話を指す言葉ともなった。

## 概説
口承文芸は無文字社会でも広くみられるところから、文字社会となった地域にあっても先史時代から存在していたものと推定される。口承文芸は一般に、民話・新語作成・新文句（新句法）・諺・謎・唱え言・童言葉・民謡・語りものなどに分類される。
世間話は、昔話や伝説とならんで民話のひとつと考えられている。自らが主人公としてキツネに化かされたという類の話であり、近隣の人や親族、親戚が主人公である場合もある。実話や体験談のかたちで口承される点、「むかし」から始まる発端句や「どんどはれ」などで締めくくる結句がもたない点などが昔話とは異なる。
昔話、伝説、世間話の違いを表にすると以下のとおりとなる。
| 種類   | 語られる人物・時・場所 | 語られ方                                       | 語り・話のかたち |
| ------ | ---------------------- | ---------------------------------------------- | ---------------- |
| 昔話   | 不特定                 | 事実かどうかわからない（おそらく事実ではない） | あり             |
| 世間話 | 特定                   | 少しは事実かもしれない（少しは信じてほしい）   | なし             |
| 伝説   | 特定                   | 事実である（信じてほしい）                     | なし             |

噂話は基となる話から一人歩きして生成・増幅する性格を持つ。世間話とは、長期間生き残り続けた噂話が民間説話として定着したものである。昔話とは異なり特定の型がなく、伝説とは異なり証拠や信憑性は重視されない。仮に証拠を示しても鵜呑みにはしてもらえない類いの話である。